# 黄山木兰
黄山木兰（学名：Magnolia cylindrica）是木兰科木兰属的植物，是中国的特有植物。分布在中国大陆的湖北、安徽、江西、浙江、福建等地，生长于海拔700米至1,600米的地区，多生在山地林间。